# Héctor Trejo
Héctor Jovino Trejo Hernández (* 15. Juli 1919; † 15. April 1992) war ein chilenischer Fußballspieler. Der Mittelfeldspieler lief in drei Länderspielen für Chile auf.

## Karriere

### Verein
Héctor Trejo spielte mindestens von 1939 bis 1942 für Audax Italiano. Mehr ist über seine Vereinskarriere nicht bekannt.

### Nationalmannschaft
Héctor Trejo debütierte beim Campeonato Sudamericano 1941 unter Máximo Garay beim 1:0-Erfolg über Titelverteidiger Peru. Der im Mittelfeld eingesetzte Spieler kam noch bei den beiden Niederlagen gegen Uruguay und Argentinien zum Einsatz. Das Team von Trejo landete nach zwei Siegen und zwei Niederlagen auf dem dritten Platz. Die drei Spiele bei der Südamerikameisterschaft waren seine einzigen Länderspiele.